# Rio Dordonha
O rio Dordonha (em francês:  Dordogne, em occitano:  Dordonha) é um rio localizado na França. Nasce no Auverne a 1680 metros de altitude junto do Puy de Sancy (Puèi de Sancí em occitano). Tem 483,3 km de comprimento e é navegável em 117 km do seu percurso. O regime é pluvionival.
Corre na direção NE-SW, atravessando os departamentos franceses de Puy de Dôme, Corrèze, Lot, Dordogne, e Gironde, até desaguar no estuário da Gironda, que se forma ao confluir com o  rio Garona, formando o maior estuário da Europa, com 72 km de comprimento, a norte de Bordéus. É o quinto rio de França em comprimento, após o Loire, o Garona, o Ródano e o Sena.
A 11 julho de 2012, toda a sua bacia é classificada como Reserva da biosfera pela UNESCO.